# Walter Abish
Walter Abish (Viena, 24 de diciembre de 1931 - Nueva York, 28 de mayo de 2022) fue un autor de novelas y cuentos experimentales austro-estadounidense de origen judío. Obtuvo el Premio PEN/Faulkner de Ficción en 1981 y se le otorgó una beca MacArthur seis años después.

## Primeros años
Abish nació en Viena el 24 de diciembre de 1931. Su familia era judía. Su padre, Adolph, trabajaba como perfumista; su madre era Friedl (Rubin). A una edad temprana, huyó con su familia de los nazis, viajando primero a Italia y Niza antes de vivir en Shanghái de 1940 a 1949. En 1949, se mudaron a Israel, donde Abish sirvió en el ejército y desarrolló un interés por la escritura. Emigró a Estados Unidos en 1957 y se convirtió en ciudadano estadounidense tres años después.

## Carrera
Abish publicó su primera novela, Alphabetical Africa, en 1974. El libro, cuyo primer y último capítulo emplean solo palabras que comienzan con la letra "A", fue caracterizado por Richard Howard en The New York Times Book Review como "algo más que un truco, aunque es un truco".
Esto fue seguido por su primera colección de historias, Minds Meet, un año más tarde, con una historia que contempla a Marcel Proust en Albuquerque. Su segunda colección, In the Future Perfect, fue lanzada en 1977 y utilizó palabras yuxtapuestas en patrones inusuales para formar juegos alfanuméricos. Al escribir en The Tennessean, Alfred Sims señaló que, como en el trabajo anterior de Abish, "aquí nuevamente los viejos caballos de guerra de la trama y la línea narrativa se sacrifican en favor de las reflexiones sobre la naturaleza y el uso del lenguaje".
Recibió una beca de literatura del National Endowment for the Arts en 1979. Publicó una segunda novela, How German Is It, al año siguiente. Reconocido como su trabajo más célebre, le valió el Premio PEN/Faulkner de Ficción en 1981. Sobre la prosa de Abish, los jueces de PEN/Faulkner (William H. Gass, Tim O'Brien, Elizabeth Hardwick) dijeron: "Ayuda a mantener viva la novela estadounidense en su época. La prosa de esta novela es tan fría como la nieve en una tormenta y tan conducida.”
También recibió una beca Guggenheim (1981) y una beca MacArthur (1987), y formó parte del consejo editorial colaborador de la revista literaria Conjunctions. La tercera colección de Abish, 99: the New Meaning, fue lanzada en 1990 como una "edición limitada de cinco historias collagistas".
Su última novela, Eclipse Fever (1993), recibió críticas mixtas, y James Atlas describió a su protagonista en The Times Book Review como "incluso para un crítico literario, algo aburrido". Pero Will Self, reseñando el libro en The Independent, escribió: "Abish, a diferencia de un cineasta populista, no produce simplemente instantáneas para pasarlas entre la masa. Arranca retratos atesorados del álbum familiar de nuestra cultura y los mete en su astuto carrusel de diapositivas. Al pasar de una página a la siguiente, no reflexionamos sobre la muerte de la ficción literaria sino sobre su vitalidad”.
Abish trabajó y enseñó en Empire State College, Wheaton College, la Universidad de Búfalo, la Universidad de Columbia, la Universidad Brown, la Universidad Yale y Cooper Union. También sirvió en la junta de PEN Internacional de 1982 a 1988. Formó parte de la junta de gobernadores de la Fundación para las Artes de Nueva York. Abish fue elegido miembro de la Academia Estadounidense de las Artes y las Ciencias en 1998.

## Vida personal
Abish se casó con Cecile Gelb, fotógrafa y escultora, en 1953. Permanecieron casados hasta su muerte. No tuvieron hijos.
Falleció el 28 de mayo de 2022 en el hospital Mount Sinai Beth Israel de Manhattan a los 90 años.

## Publicaciones
- Duel Site - poesía, 1970[1][14]
- Alphabetical Africa[1] - novela, 1974, ISBN 978-0-8112-0533-7
- Minds Meet [1] - colección de cuentos, 1975, ISBN 978-0-8112-0557-3
- In the Future Perfect[1] - colección de cuentos, 1977, ISBN 978-0-8112-0659-4
- How German Is It (Wie deutsch ist es)[1] – novela, 1980, ISBN 978-0-8112-0776-8
- 99: The New Meaning[1] - colección de cuentos, 1990, ISBN 978-0-930901-66-0
- Eclipse Fever[1] - novela, 1993, ISBN 978-0-679-41867-2
- Double Vision: A Self-Portrait[1] - memorias, 2004, ISBN 978-0-679-41868-9

## Premios
- 1972 - Miembro del Consejo de las Artes del Estado de Nueva Jersey.[15]
- 1974 - Beca de la Fundación Rose Isabel Williams.[15]
- 1977 - Beca de la Fundación Ingram Merrill.[16]
- 1979 - Miembro del Fondo Nacional de las Artes.[17]
- 1981 – Beca Guggenheim.[18]
- 1981 – Beca CAPS.[19]
- 1981 – Premio PEN/Faulkner de ficción.[20]
- 1985 - Miembro del Fondo Nacional de las Artes.[15]
- 1987 - Miembro del Servicio Alemán de Intercambio Académico.[21]
- 1987 - Beca MacArthur.[10]
- 1991 - Medalla al mérito de la novela del Premio al Mérito de la Academia Estadounidense y el Instituto de Artes y Letras.[21]
- 1992 - Lila Wallace - Beca del Reader's Digest Fund.[22]